# Nematomorpha
Nematomorpha também conhecidos como "vermes-crina-de-cavalo", gordiáceos ou nematomorfos, é um filo do reino Animalia constituído por parasitos morfologicamente semelhante aos nematódeos, apresentando corpo alongado, cilíndrico e revestidos por uma cutícula protetora. Porém, são geralmente maiores e a cutícula é mais escura. Sua principal diferença é a ausência de intestino na fase adulta e na presença de lobos na cauda.
Existem mais 350 espécies descritas no filo Nematomorpha (do grego nema, "fio"; morphe, "forma"). Habitam ambientes de água doce, terrestres ou planctônicos marinhos, também ocorrendo em áreas úmidas como piscinas, córregos, poças e cisternas. Os adultos são de vida livre, mas as larvas são parasitas em vários grupos de artrópodes, como aranhas, besouros, baratas, louva-a-deus, grilos, gafanhotos e crustáceos.
O nome dado ao filo tem sua origem etimológica a partir da aparência comprida semelhante a fios dos animais deste grupo; o nome  "vermes-crina-de-cavalo" é devido à crença popular, que perdurou por algum tempo após a sua descoberta no século XIV, de que eles surgiram da crina e das caudas dos cavalos. Já o nome gordiáceo deriva do nome Gordiacae, classe a qual esses parasitos eram alocados antes de se tornam um filo separado de nematoda e deriva etimologicamente da lenda grega do Nó górdio, devido ao comportamento reprodutivo de machos se enrolarem nas fêmeas.
Os nematomorfos apresentam uma grande diversidade morfológica entre as diferentes espécies, a maioria varia de 50 a 100 milímetros e enquanto outras podem atingir cerca de 1 metro de comprimento e 1 a 3 milímetros de diâmetro. 
Possuem duas ordens: Nectonematoidea e Gordioidea.

## Morfologia

### Semelhanças com Nematoda
- Estrutura da cutícula
- Presença de cordões epidérmicos
- Apenas músculos longitudinais
- Padrão do Sistema nervoso
- Forma do corpo: cilíndricos

### Estrutura externa
Os nematomorfos têm a forma muito similar à dos Nematoda. O corpo tem a forma vermiforme, longo, fino e não-segmentado. 
A parede do corpo possui apenas músculos longitudinais e na extremidade posterior, algumas espécies possuem dois ou três lobos caudais. Medem  de um a três milímetros de diâmetro e até um metro de comprimento.
A cutícula é espessa e bem desenvolvida e periodicamente descartada, com uma camada externa homogênea e outra interna fibrosa e lamelar. A camada externa possui papilas, chamadas de aréolas, que podem possuir espinhos ou poros apicais. A função das aréolas ainda é desconhecida, mas existe a hipótese de que os espinhos possam ser sensíveis ao toque e que os poros possam ter a função de produzir algum tipo de lubrificante.
A epiderme forma cordões que abrigam nervos longitudinais. Abaixo da epiderme existem músculos longitudinais e como nos nematodas, não possuem músculos circulares na parede do corpo e nem cílios ou flagelos funcionais. 
Os Nectonemas (larva parasita de crustáceos decápodes) são marinhos planctônicos, possuem cordões epidérmicos longitudinais ventrais e dorsais e longas fileiras laterais de cerdas. Os Gordius (larva parasita de insetos aquáticos e terrestres) vivem em água doce e em ambientes semiterrestres e possuem um único cordão epidérmico ventral sem fileiras laterais de cerdas.

### Estrutura interna
São triploblásticos, isto é, são formados, em sua fase embrionária, por três folhetos germinativos: ectoderme, mesoderme e endoderme. Possuem Blastoceloma (espaços remanescentes da brastocele embrionária que persistiram, constituindo uma característica pedomórfica), espaçoso e cheio de fluido ou, mais normalmente, quase obstruído pela invaginação do mesênquima.
O trato digestivo é reduzido e compõem-se de um tubo simples alongado ao longo do comprimento do corpo. Tem a função de trazer e armazenar os nutrientes que são trazidos para ele através da parede do corpo (inclusive na fase adulta). 
Não possuem estruturas especiais para excreção, circulação e troca de gases. O intestino ou trato digestivo médio pode ter a função excretora além da função digestiva e o trato digestivo posterior funciona como uma cloaca e recebe também os dutos reprodutivos.

## Fisiologia

### Locomoção e sustentação
A locomoção é por natação condutora , utilizando a musculatura da parede do corpo e as cerdas natatórias, podendo ainda se locomover através da flutuação passiva em correntes litorâneas ajudadas pelas cerdas, que possibilitam resistência ao afundamento. Os nematomorfos de água doce ou terrestres, utilizam seus músculos longitudinais para se mover por ondulações ou por movimento de enrolamento e desenrolamento. 

### Nutrição
As larvas parasitas se alimentam de nutrientes dos tecidos ou fluidos dos hospedeiros absorvidos diretamente pela parede do corpo. Os adultos podem adquirir nutrientes por absorção direta através da parede do corpo, de pequenas partículas de moléculas orgânicas e, também, pelo trato digestório.

### Sistema nervoso e sensorial
Como os sistemas nervosos de nematódeos e de alguns outros pequenos Metazoa, o sistema nervoso dos nematomorfos está estreitamente associado à epiderme. O gânglio cerebral é uma massa de tecido nervoso circunfaríngeo localizado em uma região da cabeça chamada calote. Em gordióideos um único cordão nervoso ventral se origina do gânglio cerebral e se estende pelo comprimento do corpo. Este é ficado à epiderme por um tecido conjuntivo chamado lamela epidérmica. Nectonema possui um cordão nervoso dorsal intra-epidérmico adicional.
Todos os nematomorfos são sensíveis ao toque, e alguns são aparentemente quimiossensíveis. Machos adultos são capazes de detectar e seguir fêmeas maduras a distância. No entanto, as estruturas associadas com essas funções sensoriais são motivos de especulação. Possivelmente, algumas das aréolas cuticulares são tácteis, e talvez outras sejam quimiorreceptoras. Membros do gênero Paragordius  possuem células epidérmicas modificadas no calote que contêm pigmento e podem ser fotorreceptoras, embora essa função não tenha sido confirmada. Outras estruturas possivelmente sensoriais são quatro "células gigantes" perto do gânglio cerebral em Nectonema.

### Sistema circulatório e respiratório
Ausência de sistema circulatório e respiratório. A circulação ocorre por difusão, provavelmente os movimentos do corpo auxiliam nesse processo. Não há superfícies especializadas em trocas gasosas, porém o corpo em formato de fio resulta em um curto espaço para a difusão entre o ambiente e os tecidos e os órgãos do corpo, favorecendo as trocas gasosas.

### Reprodução e ciclo de vida
A maioria das espécies de nematomorfos apresentam ciclos de vida semelhantes, desenvolvendo seus ciclos parasitários em hospedeiros artrópodes, principalmente insetos e aracnídeos. O ciclo começa com a eclosão da larva pré-parasitária do ovo, essa larva nada livremente no corpo d'água até ser eventualmente ingerida por um artrópode aquático, a infecção se dá por via oral. Após ser ingerida, a larva, agora parasitária, migra do sistema digestório para a hemocele, cavidade presente corpo dos artrópodes por onde flui a hemolinfa, onde a larva passa a se desenvolver. Muitas espécies de nematomorfos tem ciclos com mais de um hospedeiro, entrando em formas encistadas no hospedeiro intermediário (ou paratênico) enquanto o aguardam ser consumido por um predador que será o hospedeiro definitivo, é desta forma que estes parasitos podem infectar artrópodes que normalmente não são aquáticos. Outras espécies podem se desenvolver inteiramente dentro de um único hospedeiro, principalmente em insetos cujo desenvolvimento ocorre parcialmente na água e posteriormente no ambiente terrestre.
A larva cresce se alimentando dos tecidos internos do hospedeiro, porém, sem consumir tecidos essencias e sem causar danos significativos aos seus pontos vitais. Dentro do hospedeiro definitivo os nematomorfos podem crescer de forma a ocupar praticamente todo o volume corporal interno do hospedeiro, enrolando-se em posições extremamente compactas, frequentemente chegando a exceder em comprimento o tamanho do hospedeiro em várias vezes. Durante o desenvolvimento, duas cutículas estão presentes, uma mais esbranquiçada característica da larva e outra mais escurecida e robusta característica do adulto. A transição do estágio larval para a forma adulta ocorre com a degeneração do sistema digestivo, toda a energia acumulada durante o desenvolvimento da larva passa a ser direcionada exclusivamente para a reprodução. Antes de emergir do hospedeiro, os nematomorfos adultos desenvolvidos formam uma abertura na extremidade posterior do abdome do hospedeiro e, uma vez que o artrópode infectado entra na água, os vermes emergem forçando sua saída, inevitavelmente matando o hospedeiro debilitado.
Os nematomorfos são dióicos (apresentam dimorfismo sexual). O Sistema reprodutivo do macho possui um (Nectonema) ou dois testículos (gordióide). Cada testículo se abre em uma cloaca através de um duto espermático curto. As Fêmeas de gordióides possuem um par de ovários alongados que se abrem para a cloaca. O Nectonema não contém um ovário e sim células germinativas (oócitos) espalhados na cavidade do corpo.
Os machos e fêmeas adultos nadam livremente na água para procurar parceiros para a cópula, observações controladas demonstraram que machos podem começar a copular com fêmeas mesmo antes de emergirem completamente do hospedeiro. Durante o período reprodutivo, as fêmeas permanecem relativamente inativas, porém os machos se tornam muito móveis e detectam a presença da fêmea em seu ambiente. Ao localizar a fêmea, o macho enrola sua extremidade posterior na fêmea e eles formam o chamado "nó górdio", o macho deposita deposita uma massa de espermatozoides chamada gota de esperma em sua cloaca. Esses espermatozoides não apresentam flagelo e mudam de forma durante a transferência do macho para fêmea, eles seguem para o receptáculo seminal e são estocados enquanto os óvulos maturam. Após a fecundação as fêmeas podem produzir até 8 milhões de vidas durante seu tempo de vida restante, os ovos são fertilizados internamente e são depositados em um cordão gelatinoso em algum substrato no ambiente aquático.

### Excreção
Nematomorfos aparentemente não apresentam sistema excretório, as funções excretoras e osmorregulatórias provavelmente operam em nível celular. Estudos histológicos no epitélio intestinal de nematomorfos sugerem que a função excretora pode ser feita pelo intestino em adultos de vida livre, no entanto, essas observações ainda necessitam de confirmação.

## Parasitismo e controle dos hospedeiros

### Ocorrência em vertebrados
Nematomorfos infectam principalmente artrópodes. No entanto, há alguns poucos casos relatados de ocorrência acidental em vertebrados, em cães, gatos e em humanos registrados principalmente no Japão e na China. Nematomorfos também podem aparecer eventualmente no conteúdo estomacal de vertebrados aquáticos como peixes e anfíbios, embora não representem evidências de parasitismo mas sim de predação.

### Controle dos hospedeiros
As formas adultas de nematomorfos têm grande dependência de água para a reprodução. Além isso, hospedeiros infectados com nematomorfos frequentemente são observados saltando de forma deliberada para o ambiente aquáticos. Esses fatos embasaram a hipótese de que nematomorfos provavelmente exibiam algum nível de controle do comportamento de seus hospedeiros, porém esses mecanismos pemaneceram desconhecidos por muito tempo.
Os mecanismos de controle começaram a ser elucidados no início do século XXI. Thomas et al (2003) comparou e encontrou diferenças significativas entre o "corpo de cogumelo" (área cerebral responsável pelo aprendizado olfatório e pela memória nos insetos) em grilos infectados e não-infectados, principalmente quanto aos níveis de concentração de neurotransmissores e neuromoduladores. Outros estudos indicaram a expressão diferencial de várias proteínas cerebrais entre grilos infectados e não-infectados, o que fornece evidências substanciais de um controle bioquímico.

## Taxonomia
A ordem Nectonematoidea corresponde a nematomorfos marinhos e planctónicos, cujas larvas parasitam crustáceos decápodes. A ordem Gordioidea inclui nematomorfos de água doce, ou semi-terrestres, cujas larvas parasitam insetos.